# 斯圖普基 (奧拉季夫區)
49°6′4″N 29°39′42″E / 49.10111°N 29.66167°E
斯圖普基（烏克蘭語：Ступки），是烏克蘭的村落，位於該國西南部文尼察州，由文尼察區負責管轄，始建於1736年，面積0.74平方公里，海拔高度240米，2001年人口59，人口密度每平方公里79.41人。